# Woldemar Freedricksz
Le comte Adolf Andreas Woldemar Freedricksz (en russe : Vladimir Borissovitch Fredericks, Владимир Борисович Фредерикс), né le 16 (28) novembre 1838 à Saint-Pétersbourg et mort le 5 juillet 1927 à Grankulla en Finlande, est un aristocrate finno-russe qui fut un familier de la dernière famille impériale de Russie en tant que dernier grand maréchal de la cour (1897-1917).

## Biographie

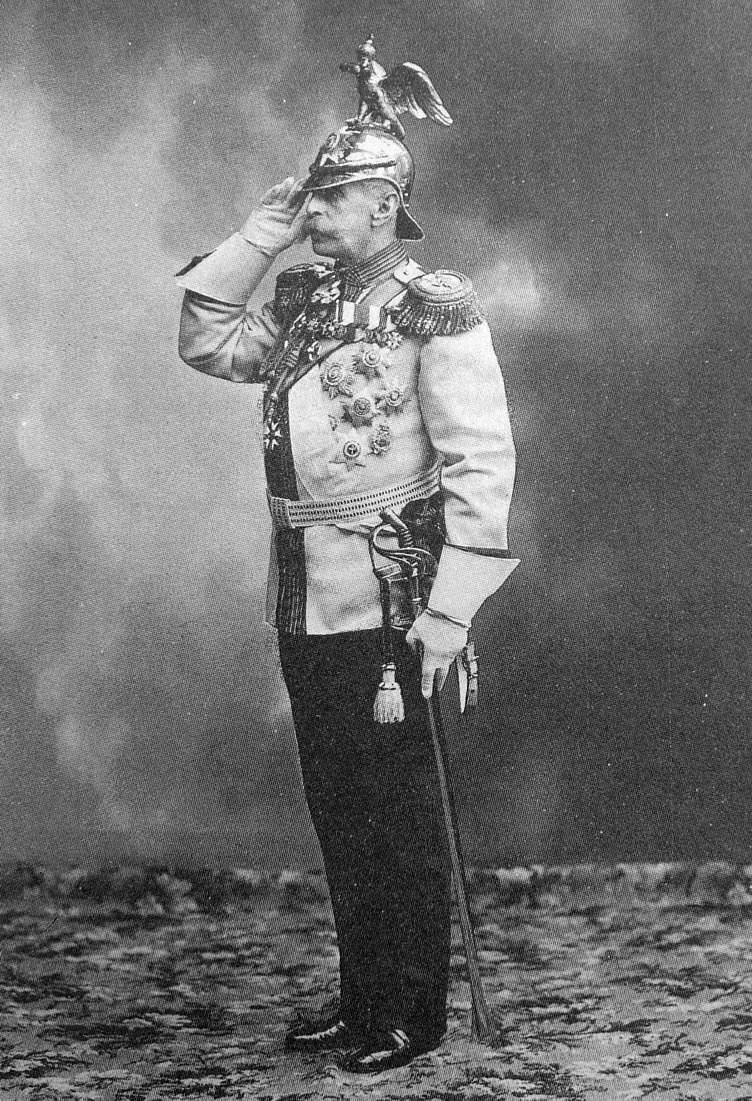
Le comte Freedricksz photographié par Karl Bulla en uniforme des cuirassiers de la garde impériale (Tsarskoïe Selo, 1913)

Woldemar Freedericksz naît dans une famille de la noblesse luthérienne du grand-duché de Finlande anoblie en 1773. Son père, le baron Bernhard Freedricksz (1797-1874), devient général d'infanterie et gouverneur militaire de Saint-Pétersbourg. Il est d'abord éduqué à domicile par des précepteurs. C'est en 1856 qu'il s'engage volontairement dans le régiment de la garde à cheval fondé en 1721 sous le règne de Pierre le Grand. Il y demeure jusqu'en 1871 avec le grade de colonel obtenu en 1869. Il devient alors Flügeladjutant, c'est-à-dire aide-de-camp de l'empereur Alexandre II. Il commande ensuite son régiment d'origine en tant que major-général de 1875 à 1883, ainsi que la 1re division de la cavalerie de la garde à partir de 1881. De 1891 à 1893, il sert en tant que grand-écuyer de la cour (Stahlmeister), il est ensuite le second du ministre de la cour, ou grand-maréchal, du 1er décembre 1893 jusqu'en 1897. Le baron Freedricksz est nommé adjudant-général en 1896. Il devient enfin lui-même ministre de la cour (grand-maréchal) de mai 1896 à la chute de la monarchie. Il est donc chargé de l'administration des biens, de l'entretien des palais et des terres de la famille impériale, et de la nomination aux honneurs et au décorations impériales. Il est aussi chancelier des ordres impériaux. Il est nommé général d'infanterie, le 6 décembre 1900 et conseiller d'État en novembre 1905, mais ne prendra jamais part aux sessions. Il est élevé au rang de comte, le 21 février 1913, pour sa fidélité à la maison impériale en l'honneur du tricentenaire de la dynastie.
Le général est apprécié de la cour. Maurice Paléologue, ambassadeur de France, écrit dans ses Mémoires qu'il était la personnification même de la vie de cour, mais le comte de Witte, ancien président du conseil, écrit dans ses Mémoires qu'il était trop âgé et ne comprenait plus grand-chose. Le général appelait en privé la famille impériale mes enfants et était considéré comme un vieux membre de la famille. Il est gentiment moqué pour son goût pour les décorations, ainsi que pour sa distraction (lui faisant confondre le tsar et un banal visiteur du palais). L'empereur lui décerne pour ses soixante ans de service l'ordre de Saint-André avec brillants et portraits d'Alexandre II et Alexandre III, en avril 1916, réservé aux plus hauts dignitaires.
Le général Freedricksz accompagne Nicolas II au début de la Première Guerre mondiale à son quartier général de Moguilev et l'escorte à tous ses voyages. Il a l'entière confiance de l'empereur et de sa famille.
Lorsque la révolution de février éclate, le général se trouve avec l'empereur en Russie Blanche. Son hôtel particulier de Petrograd est l'un des premiers à être incendié par la foule dans la nuit du 27 au 28 février 1917. Il assiste à l'abdication de l'empereur et il est démis de toutes ses fonctions par le gouvernement provisoire le 5 mars. Il est arrêté à Gomel par les cheminots et les soldats du train, le 9 mars 1917. Kerensky et Goutchkov donnent ordre par télégramme de le transférer à Petrograd, pour être interrogé par la commission d'enquête extraordinaire du gouvernement provisoire (sorte de comité de salut public) siégeant au palais de Tauride. Elle constate la sénilité du général qui est envoyé au service psychiatrique de la clinique luthérienne-évangélique de Petrograd, puis libéré le 11 mars.
Après avoir survécu à la guerre civile et à la famine, sa famille demande la permission d'obtenir un passeport pour émigrer en 1924. Ce sont les derniers mois de la NEP, lorsque le pays s'est entrouvert en libéralisant marginalement son économie ; quelque temps plus tard, les frontières se fermeront définitivement. Le général passe les trois dernières années de sa vie en Finlande, où il meurt, le 5 juillet 1927.

## Famille
Woldemar Freedricksz est l'époux d'Edwige Boguszewski, dont il a deux filles, Eugénie et Emma.

## Décorations

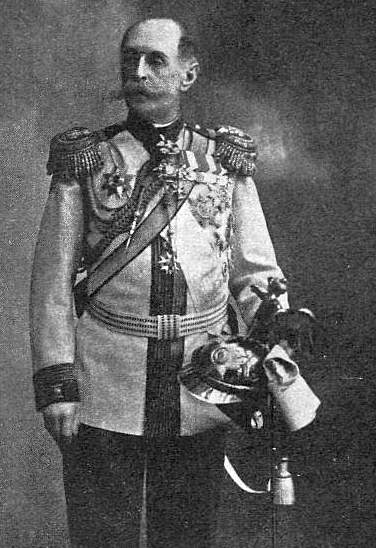
Portrait du général Freedricksz en 1915

- Ordre de Saint-Stanislas, de 2e et de 1re classe, 1868, 1883
- Ordre de Saint-Vladimir, de 4e, de 3e et de 2e classe, 1873, 1879, 1889
- Ordre de Sainte-Anne, de 2e et 1re classe, 1876, 1886
- Ordre de l'Aigle blanc et 2e classe, 1895
- Ordre de Saint-Alexandre-Nevski, 1899
- Ordre de Saint-André, 1908, pour son jubilé de service
- Commandeur de l'ordre de la Légion d'honneur, 1881 (France)
- Ordre de l'Aigle rouge, de 2e classe avec étoile, 1888 (Prusse)
- Ordre de la couronne de Prusse, de 1re classe, 1890
- Ordre de l'Épée, de 1re classe, 1892 (Suède)
- Ordre suprême de la Très Sainte Annonciade, (royaume d'Italie)